# Anton Busch

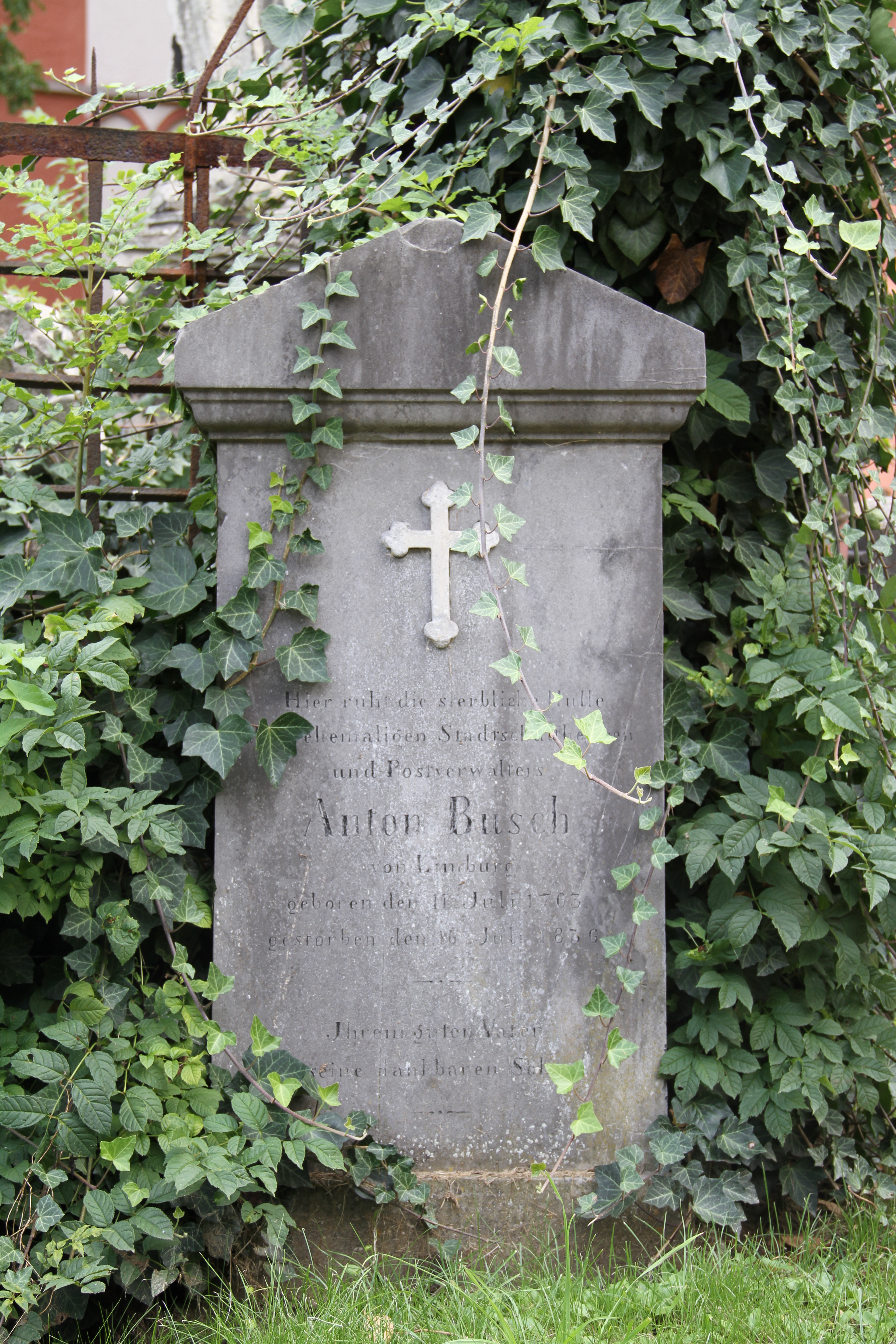
Grabstein Anton Buschs auf dem Domfriedhof

Anton Busch (* 11. Juli 1763; † 16. Juli 1836) war Schöffe, Ratsherr, Stadtschultheiß und Bürgermeister von Limburg an der Lahn.
Busch war Sohn des Bäckers Anton Busch († 1818), der 1769 die Gastwirtschaft „Zum Roten Ochsen“ in der Frankfurter Vorstadt übernahm.
1797 erwarb Busch als Bürgermeister das seit 1660 freie Grundstück Bergstraße 6 nördlich des Bischofsplatzes in Limburg und ließ dort nach Abriss des Nachbarhauses ein heute denkmalgeschütztes zweigeschossiges Wohnhaus errichten, das als beispielhaft für die Wende von Spätbarock zum Klassizismus gilt.
1800 setzte Busch als Schöffe und Ratsherr durch, dass seine Kinder Privatunterricht erhalten durften. Während der älteste Sohn Kaufmann wurde, studierte der zweite in Würzburg und wurde 1845 Geheimer Regierungsrat in Wiesbaden.
Nach dem Tod seines Vaters 1818 ließ Busch dessen Gasthaus in der Frankfurter Straße zur Mietwohnung umbauen. Der Grabstein des Vaters, ein hohes Steinkreuz, zählt zu den markantesten Grabsteinen auf dem Limburger Domfriedhof.
1827 übernahm Busch die Postverwaltung in Limburg von Joseph Trombetta, die er 1833 an seinen jüngsten Sohn und promovierten Arzt Johann Anton Busch übergab. Bereits im Vorjahr hatte dieser zusammen mit seinem Bruder Karl Anton Busch das ehemalige Kloster Betlehem als Pflegeheim an die Stadt gestiftet, 1850 war Johann Anton maßgeblich an der Gründung des St. Vincenz-Krankenhauses beteiligt.
Das Leben und Wirken der Familie Busch gilt als beispielhaft für die „Entwicklung hin zu einem moderne[n] Wirtschafts-, Bildungs- und Beamtenbürgertum“, die sich von 1750 bis 1850 vollzog.